# Jasgulem
Der Jasgulem (russisch Язгулем, Мазардара, Обимазар) ist ein rechter Nebenfluss des Pandsch in der autonomen Provinz Berg-Badachschan im Osten von Tadschikistan.
Der Jasgulem hat seinen Ursprung an den Gletschern am Nordhang der Jasgulemkette. Er fließt in südwestlicher Richtung in einem tiefen Tal durch das Pamirgebirge und mündet schließlich in den Pjandsch. Er trennt dabei die Wantschkette im Norden von der Jasgulemkette im Süden. Der Jasgulem hat eine Länge von 80 km. Das Einzugsgebiet umfasst 1970 km². Der mittlere Abfluss 6 km oberhalb der Mündung beträgt 36,2 m³/s. Der Jasgulem wird wesentlich vom Schmelzwasser der Gletscher gespeist. In den Sommermonaten Juni bis September führt der Fluss Hochwasser. Zwischen Ende November und Februar ist der Fluss in der Regel eisbedeckt.